# 林小一郎
林 小一郎（はやし こいちろう、1853年（嘉永6年4月）- 1926年（大正15年）8月10日）は、明治から大正時代の政治家。衆議院議員（2期）。

## 経歴
美濃国加茂郡太田村（岐阜県加茂郡太田町を経て現美濃加茂市）で素封家・林市郎兵衛の長男として生まれる。16歳の時、名古屋藩の隊伍に加わったのち、笠松の儒者角田欽江につき漢籍を修めた。その後、1869年（明治2年）愛知県丹羽郡丹羽村の鷲津毅堂の塾に学んだ。
農業を営む傍ら、岐阜県会議員に当選し、同常置委員を歴任。地方産業の発展や鉄道敷設などに尽力した。1890年（明治23年）7月の第1回衆議院議員総選挙では岐阜県第6区から出馬し当選。1904年（明治37年）3月の第9回総選挙でも当選し衆議院議員を通算2期務めた。

## 親族
- 次弟：桑原善吉（貴族院多額納税者議員）[2]
- 三女：茂子（男爵・石河光昂妻）[4]